# Rapoportella
Genre
Rapoportella est un genre de collemboles de la famille des Brachystomellidae.

## Liste des espèces
Selon Checklist of the Collembola of the World (version du 23 novembre 2019) :
- Rapoportella bonariensis (Rapoport, 1962)
- Rapoportella boneti (Massoud, 1963)
- Rapoportella edwardi Greenslade, 2018
- Rapoportella karta Greenslade & Najt, 1987
- Rapoportella lowriei Najt, 1984
- Rapoportella manzanoae Najt & Manzano, 1990
- Rapoportella margaritae Najt & Palacios-Vargas, 1986
- Rapoportella mucronata Najt & Massoud, 1974
- Rapoportella pitomboi de Mendonça & Fernandes, 1995
- Rapoportella punillensis (Izarra, 1973)
- Rapoportella rapoporti (Massoud, 1963)
- Rapoportella rhodosoma (Rapoport, 1962)
- Rapoportella sigwalti Najt & Palacios-Vargas, 1986
- Rapoportella yolandae (Rapoport & Maño, 1969)

## Étymologie
Ce genre est nommé en l'honneur d'Eduardo Hugo Rapoport.

## Publication originale
- Ellis & Bellinger, 1973 : An annotated list of the generic names of Collembola (Insecta) and their type species. Monografieën van de Nederlandse Entomologische Vereniging, no 7, p. 1-74.